# Aptostichus sarlacc
Espèce
Aptostichus sarlacc est une espèce d'araignées mygalomorphes de la famille des Euctenizidae.

## Distribution
Cette espèce est endémique de Californie aux États-Unis,. Elle se rencontre dans le désert des Mojaves dans les comtés de Kern, de San Bernardino et d'Inyo.

## Étymologie
Cette espèce est nommée en référence au Sarlacc.

## Publication originale
- Bond, 2012 : Phylogenetic treatment and taxonomic revision of the trapdoor spider genus Aptostichus Simon (Araneae, Mygalomorphae, Euctenizidae). ZooKeys, no 252, p. 1-209 (texte intégral).